# Live 1961-2000: Thirty-Nine Years of Great Concert Performances
Live 1961-2000: Thirty-Nine Years of Great Concert Performances är ett livesamlingsalbum av Bob Dylan, som bara släpptes i Japan, och utkom den 28 februari 2001. Det innehåller liveinspelningar från åren 1961–2000.

## Låtlista
Låtarna skrivna av Bob Dylan, där inget annat namn anges.
1. "Somebody Touched Me" (traditionell) - 2000, Portsmouth, England
2. "Wade in the Water" (traditionell) - 1961, Minneapolis, Minnesota
3. "Handsome Molly" (traditionell) - 1962, The Gaslight Café, New York, New York
4. "To Ramona" - 1965, Sheffield, England (från Don't Look Back OST)
5. "I Don't Believe You (She Acts Like We Never Have Met)" - 1966, Free Trade Hall, Manchester, England
6. "Grand Coulee Dam" (Woody Guthrie) - 1968 (från A Tribute to Woody Guthrie, Part 1)
7. "Knockin' on Heaven's Door" (med The Band) - 1974 (från Before the Flood)
8. "It Ain't Me, Babe" - 1975 (från Renaldo and Clara OST)
9. "Shelter from the Storm" - 1976 (från Hard Rain)
10. "Dead Man, Dead Man" - 1981, New Orleans, Louisiana
11. "Slow Train" [med The Grateful Dead] - 1987 (från Dylan & The Dead)
12. "Dignity" - 1994 (från MTV Unplugged)
13. "Cold Irons Bound" - 1997, Los Angeles, Kalifornien
14. "Born in Time" - 1998, Jersey City, New Jersey
15. "Country Pie" - 2000, Portsmouth, England
16. "Things Have Changed" - 2000, Portsmouth, England